# 王荣彬
王荣彬（1964年3月—），男，汉族，安徽六安人，中华人民共和国政治人物。曾任北京市大兴区人民政府副区长。现任民盟中央秘书长、办公厅主任。第十四届全国政协委员。